# Подлипки (Могилёвская область)
Подлипки (бел. Падліпкі) — деревня в Кировском районе Могилёвской области Беларуси. Входит в состав Стайковского сельсовета.

## География
Деревня находится в юго-западной части Могилёвской области, на левом берегу реки Хмелинки, к западу от автодороги Н-10453, на расстоянии приблизительно 26 километров (по прямой) к северо-востоку от города Кировска, административного центра района. Абсолютная высота — 141 метр над уровнем моря. Площадь населённого пункта — 0,118 км².
Климат деревни характеризуется как влажный континентальный, с тёплым летом (Dfb в классификации климатов Кёппена).

## Население
По данным переписи 2019 года, в деревне проживало 5 человек.
| Год  | Население, человек |
| ---- | ------------------ |
| 2009 | 5                  |
| 2019 | ↘ 3                |